# Cycloleberis poulseni
Cycloleberis poulseni är en kräftdjursart som beskrevs av Moguilevsky och Ramirez 1970. Cycloleberis poulseni ingår i släktet Cycloleberis och familjen Cylindroleberididae. Inga underarter finns listade i Catalogue of Life.